# Freden i Altranstädt
För religionstraktaten mellan protestanter och katoliker 1707, se Altranstädtkonventionen.
Freden i Altranstädt var ett fredsfördrag som slöts i Altranstädt i Sachsen den 14 september 1706 mellan Sverige och Polen å ena sidan och Kurfurstendömet Sachsen å den andra. Genom freden tvingades kung August den starke att avsäga sig den polska kronan, erkänna Stanislaus som kung i Polen, skilja sig från ryska förbundet och utlämna Johann Patkul. Freden kan betraktas som en separatfred under stora nordiska kriget.

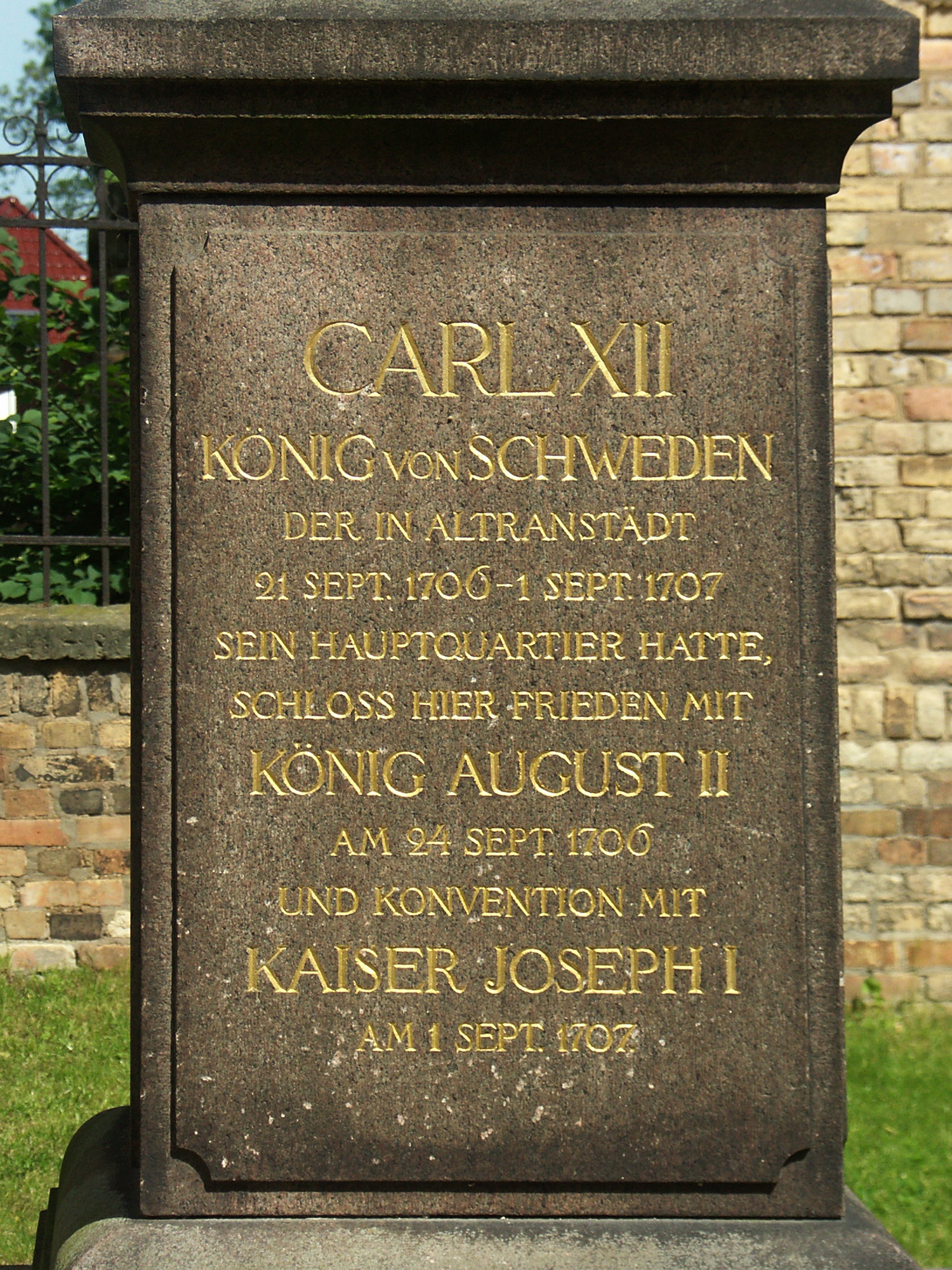
Minnesmärke i Altranstädt

Sveriges underhandlare var Carl Piper och Olof Hermelin. Freden hölls en tid hemlig, emedan August var beroende av Ryssland och till och med efter fredsslutet måste delta i ett angrepp på en i Polen stående svensk-polsk styrka under Marderfelt vid Kalisch den 19 oktober samma år. Men då August därefter i Warszawa lät sjunga Te Deum med anledning av svenskarnas nederlag och dessutom i hemlighet begärde hjälp i Berlin och Köpenhamn, offentliggjorde Karl XII fredsfördraget 16 november. 
Efter Karl XII:s nederlag vid Poltava förklarade August 29 juli 1709, då han i Dresden förnyade förbundet med tsar Peter, freden i Altranstädt ogiltig under föregivande att hans ombud von Imhoff och Pfingsten överskridit sin fullmakt.

## Altranstädtkonventionen
I Altranstädt fördes underhandlingar mellan Karl XII och kejsar Josef I, som ledde till undertecknandet av den så kallade Altranstädtkonventionen i det närbelägna Liebertwolkwitz den 22 augusti 1707, men konventionen uppkallades efter Altranstädt. Fördraget beredde full religionsfrihet åt lutheranerna i Schlesien. England och Nederländerna garanterade fördraget.